# Kamerostom
Kamerostom – część ciała niektórych roztoczy.
Kamerostom stanowi zagłębienie w przedniej części ciała roztocza, w które, dzięki ruchomemu połączeniu, może być wycofywana gnatosoma. U kleszczy kamerostom to szeroki otwór w idiosomie. U Uropodiina stanowi głęboki zachyłek. U roztoczy właściwych ma postać brzusznego rowka na propodosomie. U mechowców kamerostom pozwala na wycofanie szczękoczułków i nogogłaszczków pod tektum, a następnie zamknięcie ich za pomocą subkapitulum w tak powstałej wnęce.